# トーリー島の海戦
トーリー島の海戦（Battle of Tory Island）は、フランス革命戦争中の海戦である。ドニゴールの海戦、ラフ・スウィリーの海戦、ウォーレンの海戦とも呼ばれる。
1798年の10月12日に、当時のアイルランド王国のドニゴール県沖で、フランスとイギリスの両軍が戦ったもので、1798年のアイルランド暴動の最後の戦いとなった。これにより、戦争終結までに、アイルランドに大量の軍勢を上陸させようとしていたフランスの目論見は潰えた。
イギリス支配に反対する、ウルフ・トーンに率いられたユナイテッド・アイリッシュメンは、1798年の5月、アイルランドへのイギリス支配に抗議して蜂起した。蜂起軍の要請によって、ジャン・ジョゼフ・アマブル・ユンベール将軍指揮下のフランス軍がキララとメイヨー県に上陸したが、9月の始めに、フランス軍も暴動もねじふせられた。
ユンベールの降伏を知らないフランスは、9月16日に援軍を送り込んだ。フランスからの侵略軍の一部を逃したイギリス海軍は、他のフランス軍戦隊を警戒し、救援軍を乗せてブレストを出港した戦隊は、イギリスに正体を見抜かれてしまった。イギリスによる長い追跡の後、フランスは、アルスター西部のトーリー島のすぐ近くにある、岩だらけの海岸の沖合で海戦に臨む羽目になった。
艦数でまさるフランスは逃走を試みたが、徐々に敗北を喫して行き、イギリスに4隻の艦を拿捕され、生き残った兵たちは四散した。
その後2週間、イギリスのフリゲート艦はブレストへ帰還するフランス艦を探し回り、さらに3隻を拿捕した。元々フランス戦隊にいた10隻の艦のうち、無事に帰国できたのは2隻のフリゲート艦と1隻のスクーナーだけだった。この作戦によりイギリスの損失は最小限にとどまった。
この海戦は、フランス海軍によるブリテン諸島侵入の、最後の試みとなった。また、ユナイテッド・アイリッシュメンによる、イギリスとの闘争への海外からの支援の獲得も終焉を迎えた。
戦闘後、トーンは、拿捕されたフランス艦の艦上にいるところを確認され、逮捕された。トーンはイニシュオウエン半島（イニスオーハイン半島）のブンクラナへイギリス軍に連行された。後にトーンは大逆罪の有罪判決を受け、絞首刑を言い渡されたが、処刑前にダブリンの刑務所内で自殺した。

## 歴史的背景

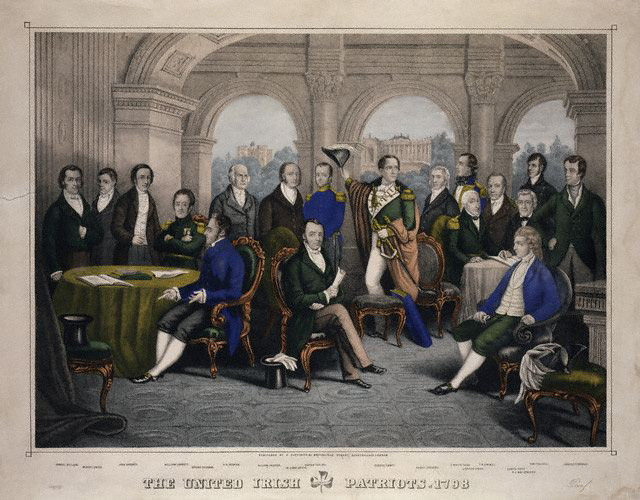
ユナイテッド・アイリッシュメン

イギリスに敵対するヨーロッパ大陸諸国は、長きにわたりアイルランドをイギリスの防御の弱点とみていた。ここに軍を上陸させることは、戦略目標としては当然のことであり、この国で大きな比率を占める、アイルランド人の支援を期待出来るだけでなく、侵略軍にとって、少なくとも最初に対戦する常駐イギリス軍は、ブリテン諸島の他のどこよりも小規模で頼りない部隊だったからである。加えて、アイルランドでの作戦を長引かせ、それにイギリスを巻き込むことで、他国での戦争へのイギリスの参加部隊を削減できたのである。また、この計画の立案者たちは、アイルランドへの侵入が成功を収めると、アイルランドが次なるイギリス侵攻へのかっこうの足場となると考えたのも理由の一つだった。
フランス革命が美化されて伝えられたことにより、多くのアイルランド人がこの影響を受けて、自国の自由、平等、兄弟愛といった同様の主義のために戦った。ここで言う自由（リバティ）とは、広くイギリスからの独立を指した。これらの最終目標を心に秘め、1791年、ダブリンの弁護士テオバルド・ウルフ・トーンがユナイテッド・アイリッシュメンを創設した。この組織は、フランス共和国と同盟したために、イギリス当局からの抑圧を受け、1793年に英仏の交戦が始まると、地下活動を余儀なくされた。
トーンと他のメンバーは秘密裏にフランスへ渡り、フランスの国民公会に、アイルランドを侵略するように説得した。トーンたちとフランス当局はこの侵略について、アイルランドの非正規兵の支援を当てにできること、もし成功した場合には、イギリスの戦争遂行にかなり厳しい打撃を加えることになるはずであると主張した。一方で「しかしおそらく実際は、イギリスに圧力をかけて平和に持ち込むことすら十分に厳しい状態であっただろう」と言う見方も一部にあった。

### 侵攻計画
フランス当局による、アイルランドへの軍事行動は困難なものだった。
この作戦は、大西洋艦隊が完敗した1794年の栄光の6月1日や、惨憺たる結果に終わった1795年の大いなる冬の作戦といった過程で、さらに動きが取れなくなっていた。恐怖政治により多くの士官たちが粛清され、度重なる敗北はフランス海軍の士気をそこね、大胆な戦略を思いとどまらせた。
最終的に、ジュスタン・ボナヴァンテュール・モラール・ド・ガレ提督が、1796年12月、17隻の戦列艦と27隻の小型艦による艦隊で、2万5千もの兵を輸送してアイルランドに遠征した。しかし、艦隊の一部がバントリー湾で1週間を費やしたにもかかわらず、フランス兵の誰一人として上陸することはできなかった。
そして、この計画は大惨事に終わり、13隻の艦が失われ、2000人以上もの兵が溺死した。

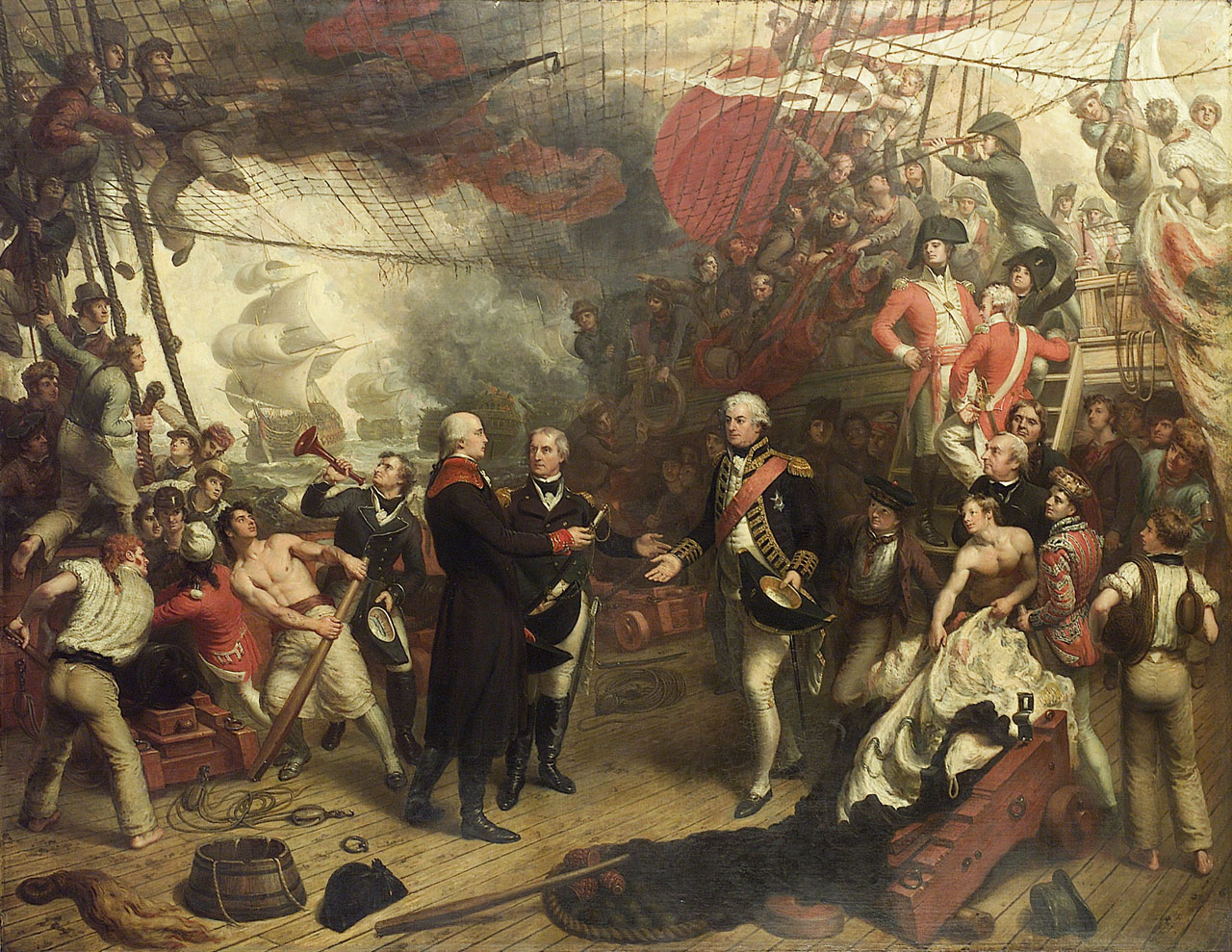
英蘭によるキャンパーダウンの海戦で、ダンカンに降伏して剣を差し出すオランダのデ・ウィンテル提督（中央左）

翌年、トーンと仲間たちは再び立ち上がった。今度は、当時フランス政府の支配下にあったオランダ政府に、遠征を準備するよう説得したのである。1797年、オランダ艦隊は準備を整え、物資を補給し、10月に、フランス艦隊の二度目の侵攻計画に合流すべくブレストへ向かった。しかしその数時間後、オランダ艦隊はアダム・ダンカン提督の北海艦隊とにらみ合うことになった。ダンカンはすぐさま攻撃を仕掛け、両軍の間でキャンパーダウンの海戦が始まった。
この戦闘で10隻を拿捕し、残りの艦を完全に離散させた。フランス艦隊が出航することはなかった。

### 1798年のアイルランド暴動

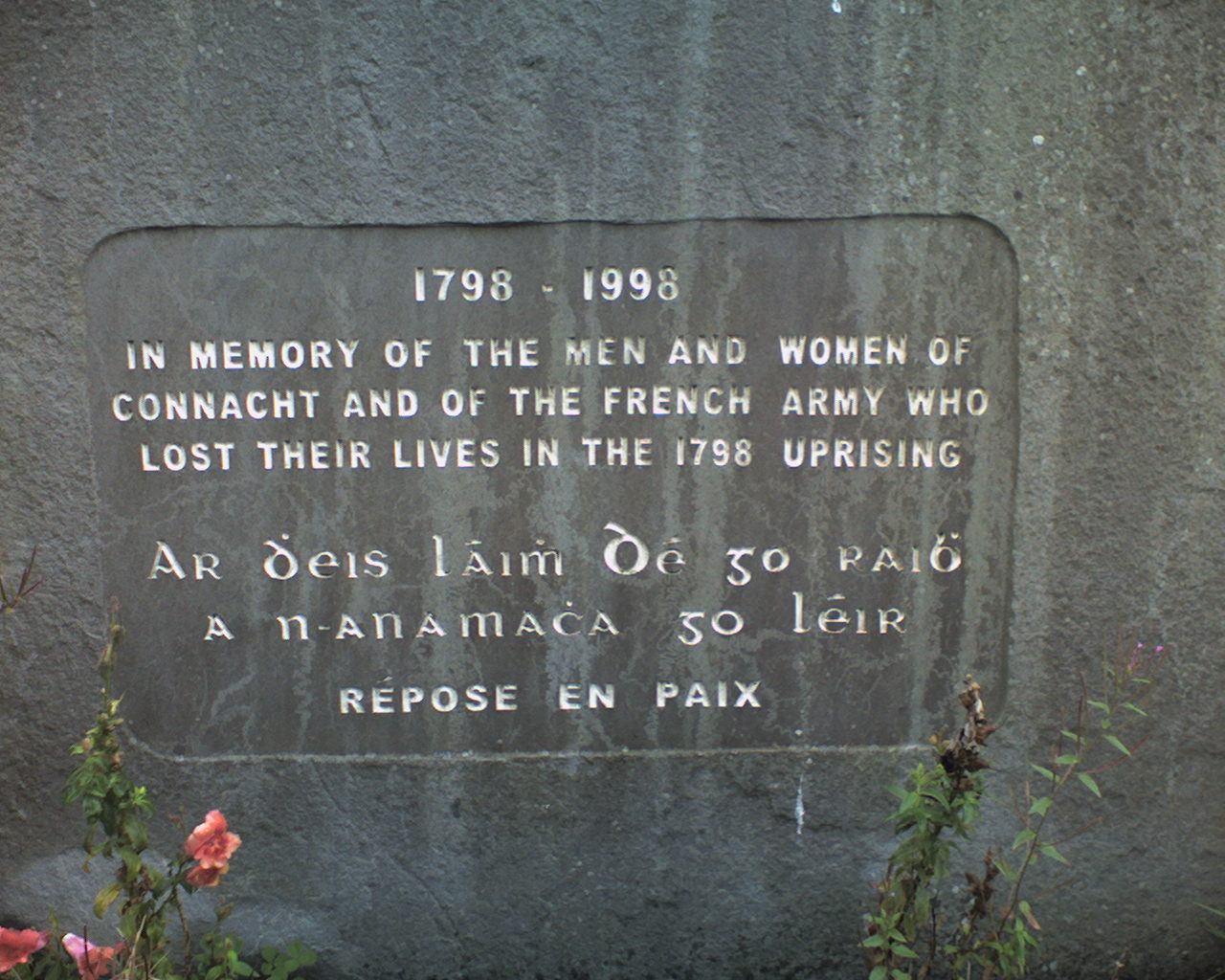
キララ近くにある、1798年の蜂起の碑銘

1798年5月、自発的な蜂起がアイルランド全土で起こり、それに利を得ることを期待したダニエル・サヴァリ准将は、3度目の、そして最も成功を収める遠征軍を率いた。サヴァリは、イギリス軍に偽装した小規模の戦隊を率いてキララに向かい、8月にユンベール将軍の陸軍兵1150人を上陸させた。あるいはもっと大規模な軍だったとも言われているが、フランス軍は不意打ちを食らった。
この暴動は、元々は後のフランス軍上陸と同時に行われる予定だったが、イギリスの諜報機関がユナイテッド・アイリッシュメンに潜入し、軽率な暴動を引き起こした首脳部の多くを逮捕した。
この暴動は、はじめはいくつかの点で成功したが、ユンベールが到着したころには、イギリス部隊により、反乱軍の連敗がすでに決定的になっていた。ユンベールの軍は、ユナイテッド・アイリッシュメンの多くのメンバーに合流した直後には勝利したものの、バリナマックの戦いで、イギリス軍の数に圧倒され、手も足も出ず、9月8日に降伏した。フランス軍はその規模の小ささゆえにイギリスに気付かれることはなかったが、サヴァリのフリゲート戦隊も、そのフリゲート艦に乗っていた陸軍も、この作戦に多大な影響を与えるほどには少人数過ぎた状況下であった。

## ボンパールの使命
ユンベールが降伏したこと、暴動が完敗に終わったことを知らないフランス当局は、引き続き准将ジャン＝バティスト＝フランソワ・ボンパール指揮の遠征軍を準備した。3000人の兵が戦列艦オッシュと8隻のフリゲート艦に乗りこみ、9月16日にブレストを出港した。
しかし、サヴァリのフリゲート部隊を見失ったイギリス海軍は、より警戒を強めていた。フリゲート艦による巡視部隊を、フランスの主だった港の沖合とアイルランドの近海に配置し、その一方で、海峡艦隊からの戦隊が、新たに侵入を企てる者に対して出動できるよう待機していた。アイルランド駐在戦隊の指揮官はベテラン士官（かつ政治家）のジョン・ボルラス・ウォーレン准将で、フランス革命戦争初期に、フランスの沿岸に奇襲をかけたことで名をとどろかせていた。

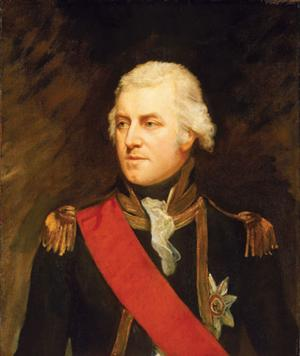
ジョン・ボルラス・ウォーレン

ボンパールの戦隊は、夕刻遅くにブレストを出港した。暗闇にまぎれて、イギリスの封鎖を目立たないようにかわそうとしていた。しかし、ラ・ド・サンを通り抜けるのに時間がかかり、9月17日の夜明けに、リチャード・グッドウィン・キーツ艦長のボーディセアに気づかれた。
キーツは即座に戦隊を分け、ジョージ・カウンテス艦長のエタリオンと、ジョン・チェンバーズ・ホワイト指揮下のブリッグ船シルフ に命令を出し、その一方でフランスの動きについて、海峡艦隊のアレグザンダー・フッド提督（ブリッドポート卿）に報告した。

### カウンテスの追跡
ボンパールはイギリスの追跡に気付いたが、構わずに北を目指した、カウンテスは艦にぴったり沿って追跡し、9月18日にチャールズ・ハーバート艦長のアメリアがそれに加わった。アメリアは、前日にはフランス軍の北の方角で、目標であるボンパールの戦隊を追跡し、夜のうちに彼ら気付かれない様に追いついた。
翌日、ボンパールはイギリス軍をまくべく、ロリアンに向かうふりをし、そのまた翌日にもう一度、あたかもアンティル諸島に向かうように見せかけて、南への陽動作戦を取った。しかしイギリス軍の艦長たちもその方向に移動し続け、9月20日には、イギリス艦隊はボンパールの部隊からわずか9マイル（14.5キロ）の所にいた。フランス軍は、アメリカ大陸に向かうかのように南西の針路を取っていた。同じ日、フィリップ・チャールズ・ダラム艦長の大型のレイジー艦アンソンが、イギリス戦隊に新たに加わった。
ボンパールが針路をごまかそうとしているのにもかかわらず、23日の夕方には、カウンテスは、フランスがアイルランドに向かおうとしていると正しい断定を下していた。そしてブリッグ船シルフを派遣して、ウォーレン准将と他のイギリス艦に、ボンパールの艦に出会うかもしれないと警告をさせた。
その2日後、9月25日にボンパールは東に針路を変え、後退することを余儀なくされた。100隻から成るイギリスの護送船団が北に向かったためだった。この船団は武装した東インド会社の船で、何隻かのフリゲート艦に守られており、兵をいっぱいに積んだボンパールの戦隊にはかなりの示威行為となった。ボンパールはそこで、カウンテスの戦隊へ向きを変えると見せかけて、追手を撃退しようとしたが、速度で勝るイギリス戦隊が安全な地域へと撤退しただけであった。本来の針路に戻ったフランス軍を、カウンテスの戦隊は再び追跡し始めた。
9月29日、ボンパールは追手に動揺を与えるための最後の手段に出た。イギリスの戦隊と、自分の戦隊の3隻の艦、アンタルモリテ、ロワール、そしてもう1隻と交戦させることをもくろんだ。この計画は、自分の旗艦であるオッシュが荒天でトップマストを失い、他の艦よりも速度が遅くなって、護衛のために他の艦を戻させたため、失敗に終わった。

アイルランドとトーリー島の地図、赤の×印が戦場

逃れられなくなったボンパールは、ついに、アメリカへ向かっているかのように装うのを止めて、北西を目指した。
翌日は終日強風が吹いてオッシュとアンソンのトップマストが失われ、両方の戦隊が進めなかったが、オッシュのほうが修理が速かったため、フランス軍がイギリス軍を引き離した。それから4日間、北への一直線の追跡が続いた。10月4日になって嵐が不意に両戦隊を襲い、日が暮れかかるころ、ボンパールはうまくカウンテスから逃れた。強風の中、アメリアは針路を外れ、10月7日に味方から遠く離れた。アンソンも同じ7日に損失を受け、トップマストが2本折れた。
10月11日、晴れ渡った空の下、南に向かう2隻の帆船が見え、カウンテスはエタリオンを連れて調査に向かった。この2隻はアメリアと、9月23日にシルフから警告を受けて、フランスを迎撃する目的で北へ向かっていたウォーレンの戦隊の戦列艦だった。ウォーレンの戦隊は、3隻の戦列艦とレイジー艦マグナニムから構成されており、その前日に、ラフ・スウィリーに駐留していたフリゲート艦が2隻合流していた。その2隻は、グレアム・ムーア艦長のメランパスと、チャールズ・ジョーンズ艦長のドリスだった。ウォーレンは自分の戦隊にメランパスを合流させ、アイルランドの沿岸の偵察、及びアイルランド駐留のイギリス軍、とりわけドニゴール県とアイルランド北西部の沿岸の駐留軍に警告するため、ドリスを派遣した。
ドリスはまた、アイルランド西岸の地域も偵察した。前回フランス軍が上陸したのは西岸のキララからだったからである。

### ウォーレンの追跡

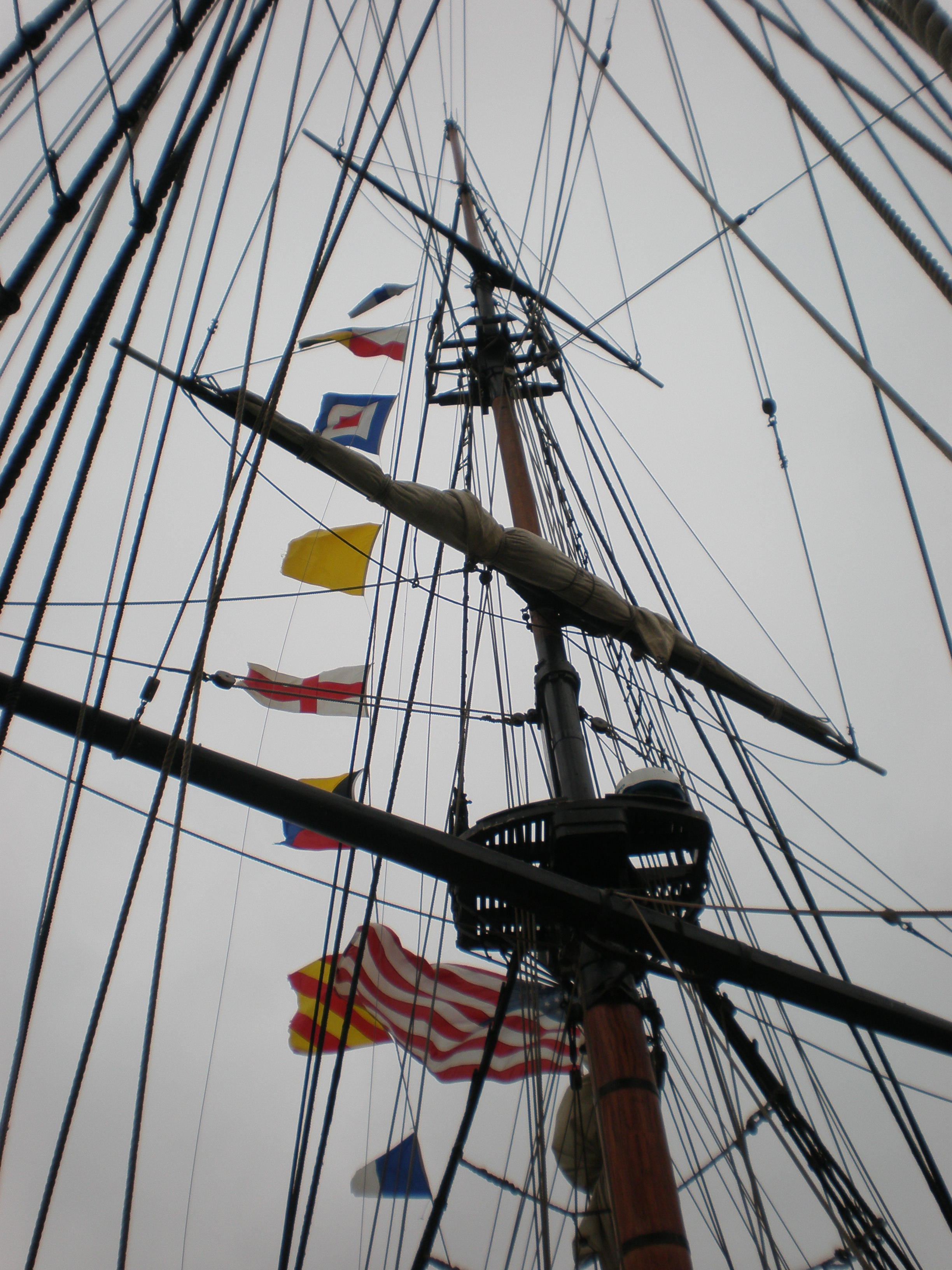
帆船のミズンマスト

ついに追手をかわしたボンパールは、上陸が予定されているラフ・スウィリーへ直進した。暴動が敗北に終わったことを知らないボンパールは、ユンベール率いる陸軍兵が、ラフ・スウィリーの地域で、出港前の予定通りに作戦を行っているものと期待していた。沖合に着いたボンパールは、上陸に適した場所を探したが、10月10日の日暮れ前の時点ではどこも見当たらなかった。トーリー島の近くで一夜をしのいだボンパールは、翌日、海岸線を見て驚いた。ウォーレンの戦隊がカウンテスの戦隊に合流して、圧倒的な戦力となってフランス軍に襲いかかって来ていた。陸軍兵を上陸させるという考えはかなぐり捨て、ボンパールは他の味方艦を率いて、軍事行動に臨むにあたって、十分な距離を取るために風上へと進み、艦長たちができるだけ多く、近づきつつある敵戦隊から逃走できるようにした。
その日一日中、ボンパールが外海に出ようと血みどろな努力をしている間に、ウォーレンの戦隊は、北東から艦の間隔を狭めた。20時前に会場を吹き荒れた強風には、両軍ともに、20時前に海上を吹き荒れた強風に侵攻を妨害された。オッシュのトップマストは3本ともへし折られ、ミズンスル（縦帆）は引きちぎられた。そののち、オッシュは味方の艦よりも速度が遅くなり、味方はオッシュの防御のために戻った。他の艦も同様だった。フランスのフリゲート艦レゾリュは水が漏れ始め、アンソンはミズンマストとトップマストの何本かを失った。

## トーリー島の海戦

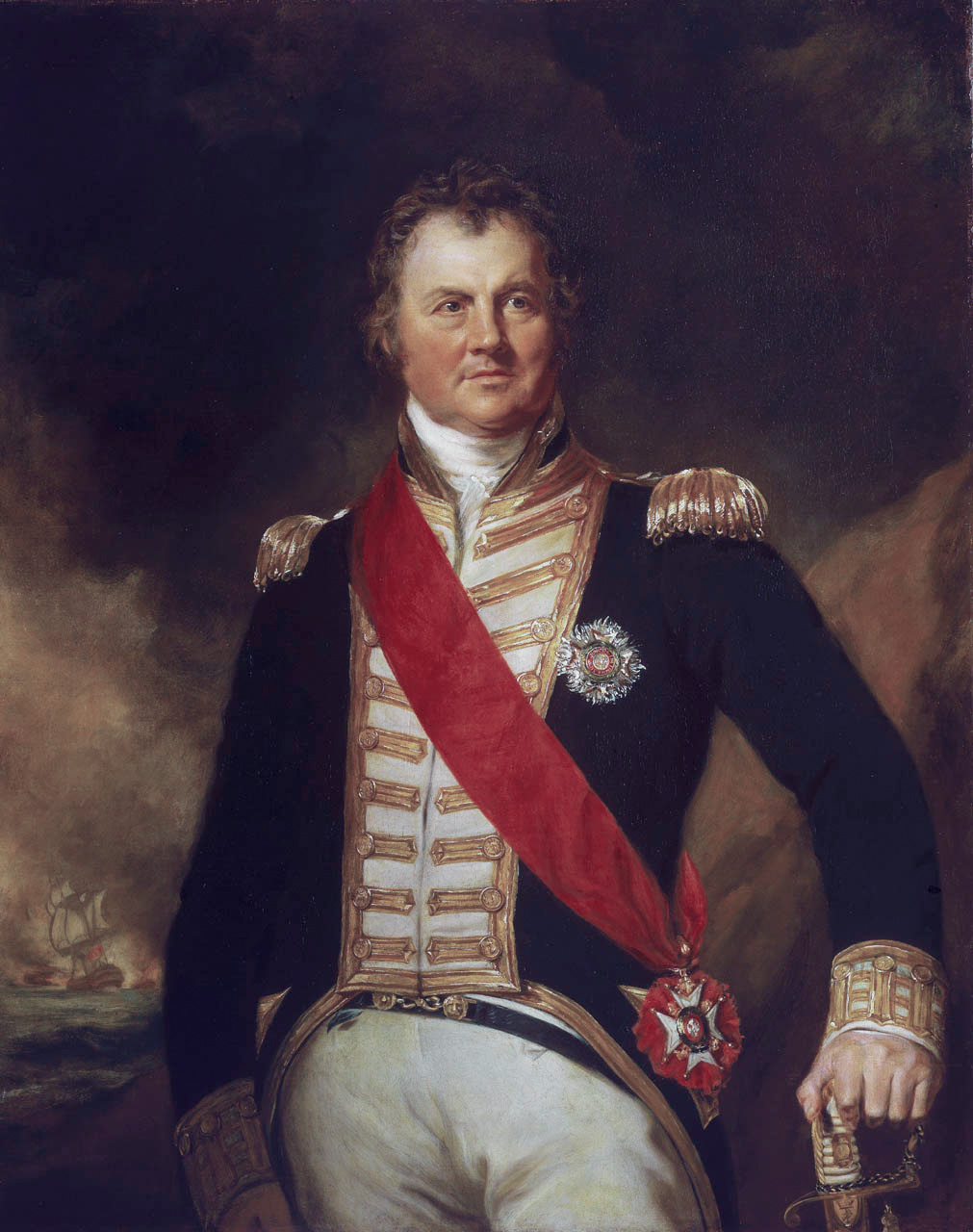
エドワード・ソーンバラ　サミュエル・レーン作

その夜、ボンパールはイギリス戦隊をおとりにかけてやろうと企み、スクーナー船ビシュをフリゲート艦レゾリュの艦長ジャン＝ピエール・バルゴーのもとにやって、船を浜辺に乗り上げさせ、ウォーレンに追跡から注意をそらす目的で、レゾリュに火をつけるように命令した。これは結局行われなかったが、その理由は定かではない。翌朝、ウォーレンはやはりボンパールの後ろにしっかりとついており、それぞれが不規則な線を描きながら走っていた。ウォーレンの戦力はさらに分散され、ロバストとマグナニムの間は4海里（7.4キロ）となり、フランス軍の後ろで速度をはやめていた。アメリアとメランパスは、ウォーレンの旗艦のカナダのわずかに後ろの方に、トマス・バイヤードのフードロヤントがフランス軍から8マイル（13キロ）の距離にいた。他のイギリス艦はアンソン以外は散らばっており、アンソン自体は後方が浸水していて、イギリス戦隊の視界の外にいた。
ボンパールは、もはや逃れることはできず、イギリスの包囲を切り抜けて進むことにした。戦隊を戦闘配列にして、西の方角を向き、ウォーレンの戦闘開始の信号を待った。ウォーレンは、自分の戦隊が散らばりやすいため、朝の7時になってから信号をやっと出し、ロバストにフランスの防御線に向けて舵を切り、オッシュを直接攻撃するように命じた。ロバストのエドワード・ソーンバラ艦長はすぐさまこれに従い、フランス戦隊に近づき、オッシュに近づく前に、フリゲート艦エムビュスカードとコキーユに、すれ違いざま砲撃を加えた。8時50分、近距離砲によるすさまじい交戦が始まった。その少し後にマグナニムも参戦し、フランス戦隊後方のフリゲート艦を砲撃し、前衛のアンモルタリテ、ロワール、ベローヌと交戦した。ベローヌは敵から意図的にマストを折られ、機能しなくなった。そして、3隻のイギリス艦が新たに戦闘に加わった。この3隻はエタリオン、メランパス、アメリアで、孤立したオッシュのマストをすれ違いざまに折り、その後フランスのフリゲート艦の追跡のために前進を続け、南西の方向へ距離が開いていった。カナダとそれに続くイギリス艦は、何度か砲撃を行ったものの、オッシュには気を払わなかった。しばらくたって、何度もロバストとマグナニームから砲撃を受けたせいで、オッシュは明らかに難破していた。ボンパールは10時50分についに降伏した、オッシュでは270人の乗員が負傷もしくは戦死していた。

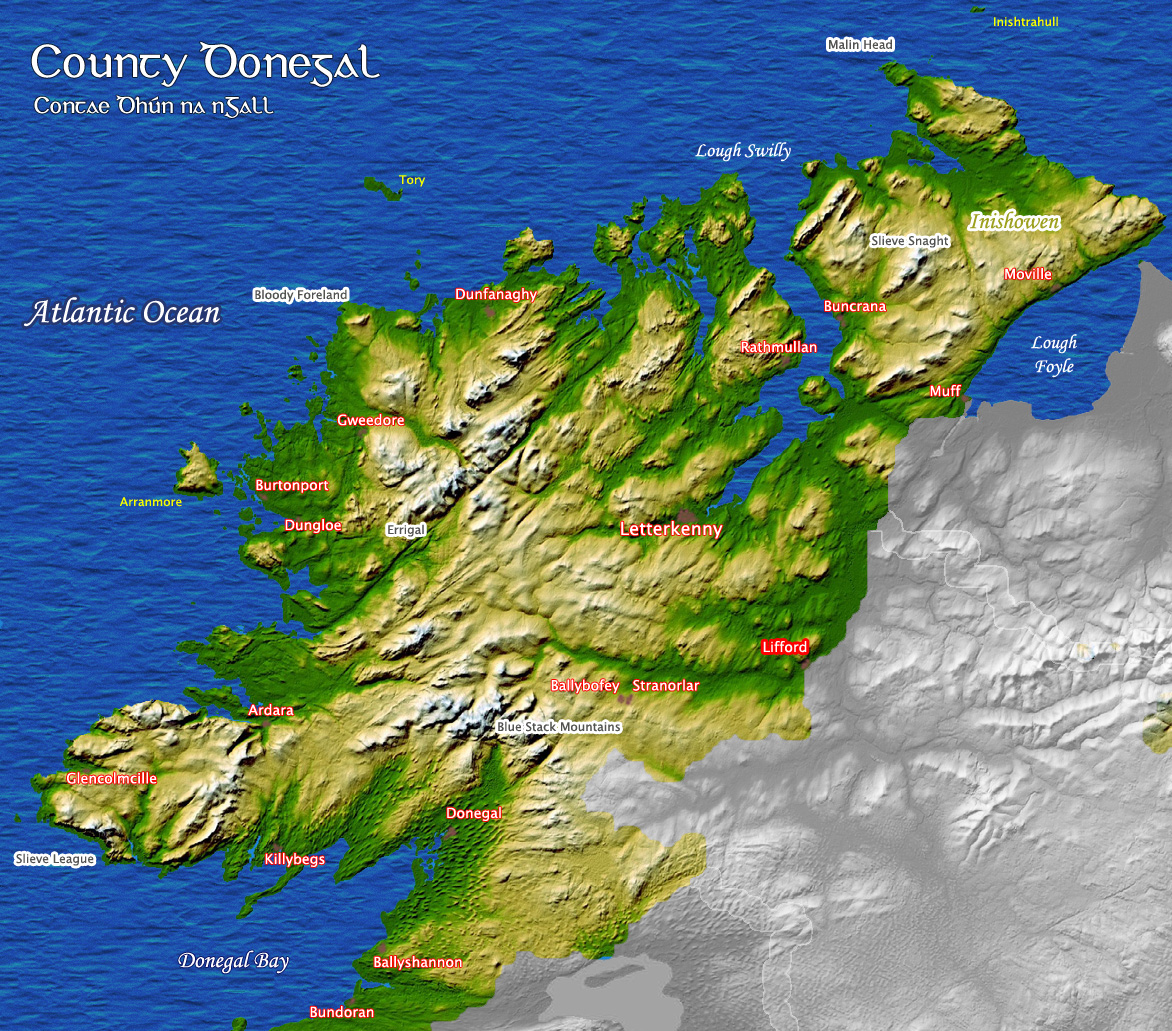
ドニゴールの地図、右手上部にラフ・スウィリーが見える。

次に降伏したのはエムビュスカードだった。戦闘開始直後にマグナニムから激しい砲撃を受け、追跡の途中でフードロイアントから長距離砲を受けた。何隻かのイギリス艦に追いつかれ、艦長のド・ラ・ロンシエールは11時30分に降伏した、その方が自艦をみすみす壊されるよりも良かったからだ。オッシュとの交戦で損害を受けたマグナニムは、エムビュスカードを手に入れ、その他の敵艦の後をゆっくりとつけて行った。一方ロバストもオッシュとの砲撃によりかなり傷んでいたが、かつての敵艦を所有するべくそのそばにいた。フランス艦の逃走先は風の向くままで、フードロイヤントをはじめ、戦闘中のイギリス艦のいる海域を横切って行った。フランスの大部分のフリゲート艦は、重々しい敵艦をかわすことができたが、ベローヌはやや不運だった。イギリス艦の一隻からの危険な一撃が、ベローヌのトップマストの手榴弾の箱を爆破させた。これが大火事を引き起こし、最終的には鎮火されたが、あっという間に大きな損害が出た。それから間もなく、ベローヌはメランパスに近くから砲撃され、さらに損害が出た。その近くにいたコキーユも、カナダに追い抜かれて降伏した。ウォーレンは、ゆっくりと追いついて来ていたマグナニムに、コキーユの拿捕を命じた。
エタリオンは、メランパスからベローヌの追跡を引き継ぎ、2時間にわたって艦首砲からベローヌへの絶え間ない砲撃を続けた。エタリオンはベローヌよりも速度があり、午後に速度を落として、ベローヌと並んで航行したが、決定力のある砲撃をするには離れすぎていた。さらに2時間の追跡の後、満身創痍のベローヌは降伏した。オッシュは戦線離脱し、ベローヌは戦線にいた他のどの艦よりも死傷者を多く出していた。この戦域の南では、アンソンが苦戦しており、フランス軍前衛の、まだ拿捕されていないフリゲート艦が、アンソンにひとまとめに襲いかかろうとしており、アンソンはかなりの危険にさらされていることに気付いた。アンソンのダラム艦長は、当初はフランス艦の接近に混乱した。それというのも、戦況を目にするには距離が離れすぎており、フランス艦は偽のイギリスのエンスンを掲げていたからだった。しかし彼らの正体を素早く見抜き、16時にロワールと開戦した。アンソンは損害が大きかったため、奇策を弄することができず、後退して去ってゆく敵艦に、射程外の砲撃をするのみだった。夕方、なおも活動できるフランス艦は追手から徐々に後退し、濃くなりつつある闇の中へ、彼らの旗艦を含む拿捕された4艦を残して消えて行った。

## 追跡
日が暮れるまでに、フランス艦の何隻かはドニゴール湾で、カナダ、メランパス、フードロイアントになおも追跡されていた。両軍は闇の中で追いつ追われつし、カナダがもう少しで座礁するところだった。戦いの場に戻ると、ウォーレンはロバストに、ラフ・スウィリーにオッシュを引っ張って行くように命じた。後にこの命令は批判を呼んだ、ロバストはかなり損失を受けた状態で、その前の週に吹き荒れた嵐がまだ弱まっていなかったからである。10月13日、この2隻は強風を受け、オッシュはマストを何本か折り、牽引していたロープが切れたが、ロバストの乗員とオッシュの乗員との協力で浸水による沈没だけは免れた。結局10月15日になって、ドリスがやって来て、オッシュを牽引し、ラフ・スウィリーに到着した。その後数日間は何事もなかった。その間エタリオンは港内にベローヌが無事でいるのを発見し、マグナニムとアメリアは、それぞれコキーユとエムビュスカードを連行した。

### メランパスとレゾリュ
10月13日の朝、ウォーレンはドニゴール湾の外に2隻のフランスのフリゲート艦がいるのを見て後をつけ、メランパスの艦長ムーアには、はぐれた艦を捜査できるように、湾内の居残りを指示した。逆風にあおられながら、メランパスは日が暮れたかなりあとまで、あちこちを探し回っていた。そして23時30分、前面に突如ぬっとあらわれたアンモルタリテと、セントジョンズポイントにいたレゾリュにメランパスは驚かされた。アンモルタリテはすぐにメランパスであることを見抜き、出帆したが、レゾリュのバルゴー艦長は、それがイギリス艦と認めることができず、闇の中で味方の艦についていくことに二の足を踏んでいた。暗がりと混乱の中で、バルゴーはメランパスをアンモルタリテと勘違いし、メランパスに伴走し、メランパスが砲撃したため、自らの間違いを悟った。波が激しく、レゾリュの砲は下げ甲板（Lower Deck）に固定されており、レゾリュが返せた反撃は、船尾甲板のわずかな砲からのみだった。バルゴーは、レゾリュの水漏れがひどくなっていることから、それ以上の反撃は無用とみて、それから何分もたたないうちに降伏した。レゾリュは10人の兵と多くの艤装を失っていた。メランパスはレゾリュの乗員を乗艦させてから、アンモルタリテの追跡をするべくその場を離れた。

### ロワールの逃走

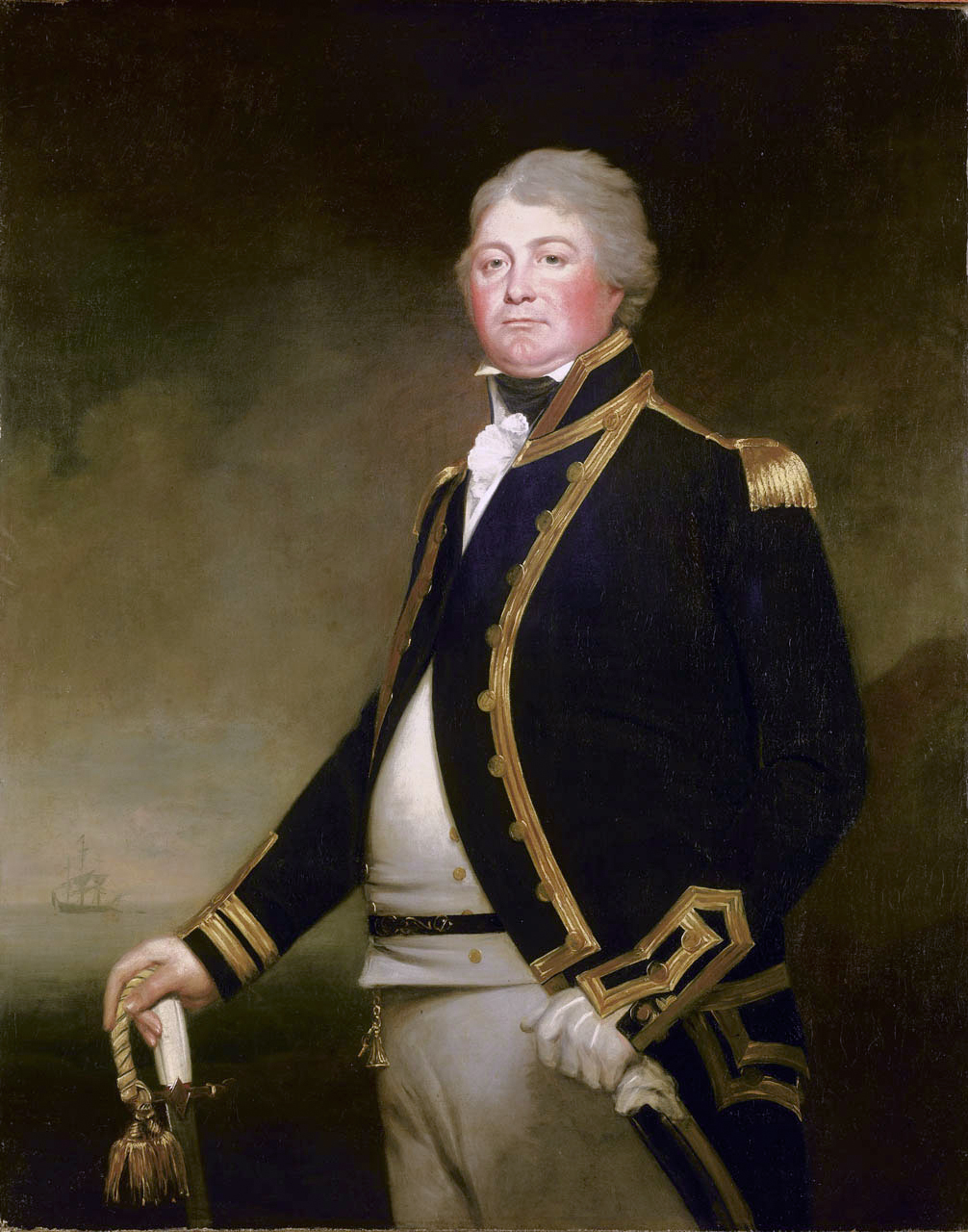
マーメイド艦長ジェームズ・ニューマン＝ニューマン

ロワールとセミヤントは戦闘から抜け出してブラックソッド湾に入り、フランスへ戻るはっきりした針路がわかるまで、そこに潜むことを望んでいた。しかし10月15日に、ジェームズ・ニューマン＝ニューマンのフリゲート戦隊が湾の南にある岬を回り、フランス艦を北へと追いやった。追跡を続けるニューマンは、レヴォリュショネア に、セミヤントを狙うように命じ、自らはロワールを、自艦であるマーメイドと、伴走するエドワード・ブレイス指揮下のブリッグ船カンガルーで追跡した。ロワールとセミヤントは、追手を分裂させるために二手に分かれた。夕方早い時刻に、マーメイドとカンガルーはロワールの航跡を見失い、セミヤントは追跡していたレヴォリューショネアをうまく退けた。
しかしながら、10月16日の朝になって、ニューマンは水平線上にロワールを見つけ、すぐさま自艦マーメイドに追跡させた。ロワールは強い風に乗って、マーメイドよりも速かったが、カンガルーから逃れることはできなかった。カンガルーは、自分よりかなり大きなロワールと距離を置いた砲撃を行った。この両者の砲撃の重量にはかなりの違いがあり、カンガルーは最終的に艤装に損失を受けて後退した。ロワールにも損害があった。翌朝6時45分までにロワールのセゴン艦長は、敵から逃げきれないことを悟り、代わりに、マーメイドとの交戦を決意して縮帆した。その時点でマーメイドは、ロワールの射程内にある唯一の追跡者だった。
マーメイドとロワールは7時に交戦状態となり、ロワールの乗員がマーメイドに乗艦してくる予定だったが、マーメイドの操舵手がそれを打ち破り、その後は、砲撃の応酬の間隔がだんだんせばまって、勢いを増してきた。マーメイドはロワールの円柱を何本か吹き飛ばしたが、ロワールになおも乗艦していた兵からの小銃射撃を受けた。9時15分、ロワールはまたも円柱を失い、ニューマンは敵の掃射を決断した。この戦略を遂行する一方で、ロワールからの砲撃はマーメイドのミズンマストを倒し、マーメイドを機能不全にし、多くの大砲を使い物にならなくした。自らも損害を受けたロワールは、逃走の機会を窺っており、交戦せずに、ニューマンの指揮下のマーメイドの乗員たちが、マストの残骸物を取り除いてしまう前に、この敵艦から大きく距離を取った。強風のため、マーメイドのマスト修理の試みはさらに妨害された、何枚かの帆がむしりとられ、船から水中に落とされた船大工が溺死した。マーメイドが再び戦闘に臨めるようになった時、ロワールは影も形もなかった。

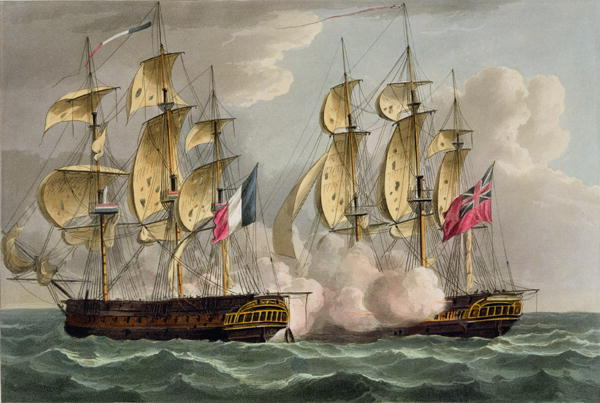
ロワールによるアンモルタリテの拿捕

ロワールのセゴン艦長にとって不運だったのは、10月18日の朝が明けた時、12日の戦闘でマストをへし折られるという損害を受けた後、南へのろのろと向かっていたアンソンがすぐ近くに現れたことだった。アンソンそのものはほぼ制御不能ではあったが、ダラム艦長は再びフランスと相まみえる機会を逃そうとはしなかった。そして、じわじわとロワールに自艦で圧力をかけ、相手が逃げられないようにした。アンソンは、次の戦闘に備えるべく、16日の損害の修理が終わったカンガルーを伴っていた。10時30分、アンソンとロワールはたがいに砲撃を開始した。双方にとってこれはうまい戦略とはいえず、相手を圧倒するための火力に頼っていた。カンガルーは、ロワールの無防備な船尾に近づき、ロワール同様の砲撃を行って、繰り返し、動きのとれないロワールを掃射した。12時にはロワールはメインマストを失って、ひどく水漏れしていた。セゴンは降伏せざるを得なくなった。ロワールはこの戦闘6隻目の拿捕船として港へ牽引された。

### フィスガードとアンモルタリテ
フランスの残りのフリゲート艦4隻はほぼ追跡を逃れた状態で、19日までには自力でブレストに近づいており、港近くの、厳重なイギリスの包囲網をかいくぐることを期待していた。ロメーヌのマテュー＝シャルル・ベルジュヴァン艦長は、自艦の兵を13日にアイルランドに上陸させる予定だったが、兵士たちが上陸を拒否し、この計画を破棄せざるを得なかった。そして南西へ針路を取り、イギリス艦との接触をうまく避けて、スクーナー船ビッシュと合流して、10月23日にブレストに着いた。その同じ日に、レヴォルーショネアの追跡をかわしたセミヤントがロリアンに到着した。このセミヤントがフランスに帰国できた最後の艦だった。
フリゲート艦アンモルタリテも、もう少しで無事に帰国できるところだった。10月20日の朝、ジャン＝フランソワ・ルグラン艦長はブレストに近づいているところを、ブレスト封鎖の近海戦隊の1隻である、イギリス艦フィスガードの艦長トマス・バイアム・マーティンに発見され、すぐさま攻撃を仕掛けた。アンモルタリテは最初は逃げるつもりだったが、11時、速度にまさるフィスガードと交戦せざるを得なくなった。近距離での激しい撃ち合いの間、フィスガードはかなりの損害を受け、もう少しでアンモルタリテに敗北を喫するところだった。アンモルタリテもマストを失い、沈没状態になって、15時に降伏した。115人の死傷者の中には、ルグランの一等海尉や、陸軍兵たちの指揮官であったモンジュ将軍もいて、みな戦死した。フィスガードは封鎖艦隊の他の艦の援助を受けて、順調に港に拿捕船を連行した。

## サヴァリの戦隊

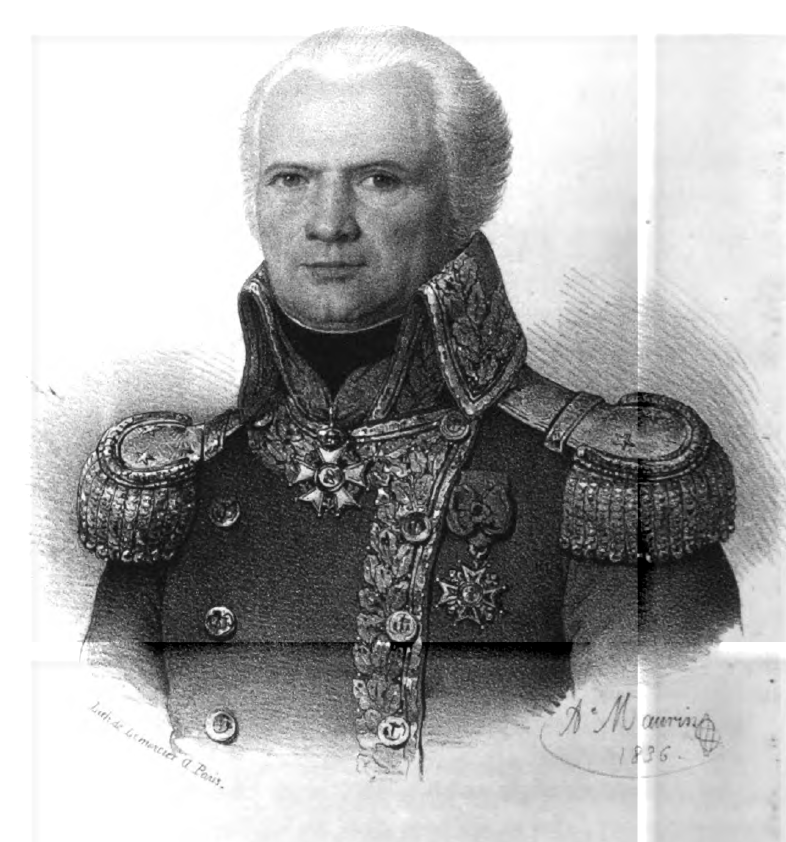
ダニエル・サヴァリ

フランスの最高司令部は、侵攻軍が崩壊して行くのをただ見ているだけではなかった。ダニエル・サヴァリ准将の率いる、第二の4隻のフリゲート艦隊を準備し派遣した。当初この艦隊の指揮官はボンパールの予定であったが、ボンパールはその後、第一の戦隊の生存者を護送する役に回された。10月27日、サヴァリはボンパールの戦隊が崩壊したこと、アイルランドの暴動について、キララの、フランスに共感する地元民から聞き、ボンパールの戦隊と似たような運命をたどるのを避けようとして、すぐさま南に向かった。しかし翌28日、ジェームズ・ソーマレズ艦長の3隻からなる戦隊に見つかった。この戦隊には2隻の戦列艦が組み込まれていた。ソーマレズはすぐにサヴァリの戦隊を追跡し、両軍はその日一日中長距離砲を交わした。夕方遅くなってから、ソーマレズの旗艦であるシーザーはフォアトップマストを強風で失い、指揮をテリブルのリチャード・ビッカートン艦長にゆだねた。
追跡は翌日も続き、10月29日も遅くなってからサヴァリは戦隊を分割し、2隻のフリゲート艦を南東に派遣して、もう2隻は北西に針路を取らせた。これに対応して、ビッカートンも戦力を分割し、フリゲート艦メルポミーンを、南東に向かったフランス軍の追跡に当て、自分はサヴァリを追った。10月30日、イギリスの両艦は、それぞれの敵艦から2海里（3.7キロ）以内の所にいて、戦闘の準備を整え、強い嵐がやって来た17時に戦闘を開始した。サヴァリの艦はテリブルとの距離を広げていき、艦を軽くしようとして大砲や馬や装備を海に投げ入れ、そのためいくらか強風に対応できるようになった。イギリス艦テリブルはそれよりも重く、敵艦の速度に対抗できず遅れが出た。4隻は視界から消え去り、最終的には自力でブレストに戻って行った。これでフランスの、アイルランドへの最後の侵攻計画は幕を閉じた。
オランダもまた、フランスの侵攻作戦の艦隊を支援しようとして失敗に終わっていた。オランダは小型フリゲート艦のフーリエとワークザームハイトを、10月24日に軍事物資と共にアイルランドに送っていた。まだ出航して何時間もたたないうちに、この2隻は、リチャード・キングが艦長を務めるイギリスのフリゲート艦シリウスに妨害され、拿捕されてしまった。この戦闘を1798年10月24日の海戦と呼ぶ。

## トーンの自殺とイギリス海軍のその後

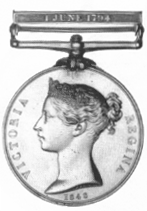
1847年に授与されたメダル（表）

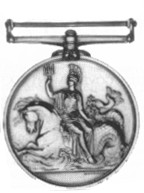
同じメダルの裏面

サヴァリの帰港は、ヨーロッパ大陸諸国の、アイルランドへ軍隊を上陸させる最後の試みが終わったことを象徴していた。フランスの敗北はあまりにひどいものであったため、数度に及ぶ侵攻計画も真剣には熟慮されなかった。同様に、アイルランドの暴動における大きな敗北は、アイルランド大衆へのイギリスの報復と相まって、近い将来、再度暴動を起こすことへの望みは断たれてしまった。ユナイテッド・アイリッシュメンにとって一番深刻だったのは、ウルフ・トーン自身の逮捕だった。ブンクラナのオッシュの捕虜たちの中にいたのを発見されたのである。トーンは有罪を言い渡され、死刑となったが、処刑される前にダブリンで自殺した。
イギリスでは、この戦闘は大きな成功とみなされ、イギリス議会は感謝の念を込めて従軍した者を表彰した。多くの下級士官が昇進し、乗組員には、拿捕した船の売却による報奨金が支払われた。この中で、アンモルタリテとロワールは購入されてイギリス海軍のものとなったが、名称は何年間もそのままであった。一方でオッシュとエムビュスカードは、それぞれドニゴールとアンバスケイド（Ambuscade）に改名された。コキーユは売却されたが、1798年の12月に悲劇的な、13人が亡くなるという弾薬爆発事故で船体がすべて壊れてしまった。あとの2隻、レゾリュとベローヌは、あまりにも老朽化していて、現役では使えないとされたが、拿捕により賞金を得たイギリス海軍が2隻を購入し、ベローヌはプロサーピン、レゾリュはレソリューと改名された。2隻は何年か港の陳列船として公開され、その後解体された。その50年後の1847年、この「1798年10月12日の戦闘」における従軍記念略章の対象となり、ナヴァル・ゼネラル・サービスメダルが、その当時まだ存命であった、戦闘従軍者に該当する人々のすべてに授与された。